# Armstrong Siddeley Mamba
Armstrong Siddeley Mamba var en brittisk turbopropmotor som tillverkades av Armstrong Siddeley i slutet av 1940- och början av 1950-talet.
Mamban var en ovanligt kompakt turbopropmotor, ungefär 30 % så stor som en kolvmotor med motsvarande effekt. En detalj som bidrog till det kompakta utförandet var att växellådan var integrerad i propellernavet. Motorn provkördes första gången i april 1946 och den uppnådde 500 gångtimmar på raken 1948. Den provades i luften första gången 1949 på en Douglas DC-3.
Mamba var tänkt att användas i skolflygplanet Boulton Paul Balliol, trafikflygplanet Armstrong Whitworth Apollo, ubåtsjaktflygplanet Short Seamew och det franska attackflygplanet Breguet Vultur. Boulton Paul valde dock den mer beprövade motorn Rolls-Royce Merlin och varken Apollo, Seamew eller Vultur tillverkades i mer en några enstaka exemplar.

## Armstrong Siddeley Adder
Armstrong Siddeley sålde även samma motor utan växellåda som jetmotor under namnet Armstrong Siddeley Adder. Inte heller den kom att användas i någon större utsträckning. Den användes dock i provflygplanet Saab 210, även känd som Lilldraken, och i målroboten Jindivik. Den kom sedermera att utvecklas till den mer framgångsrika motorn Armstrong Siddeley Viper.

## Armstrong Siddeley Double Mamba
En variant som faktisk kom att användas i större skala var Armstrong Siddeley Double Mamba. Double Mamba var två stycken Mambor som var kopplade till en gemensam växellåda i stället för var sin. I stället för att driva två separata propellrar drev de två stycken koaxiala kontraroterande propellrar. Double Mamba användes i ubåtsjaktflygplanet Fairey Gannet.

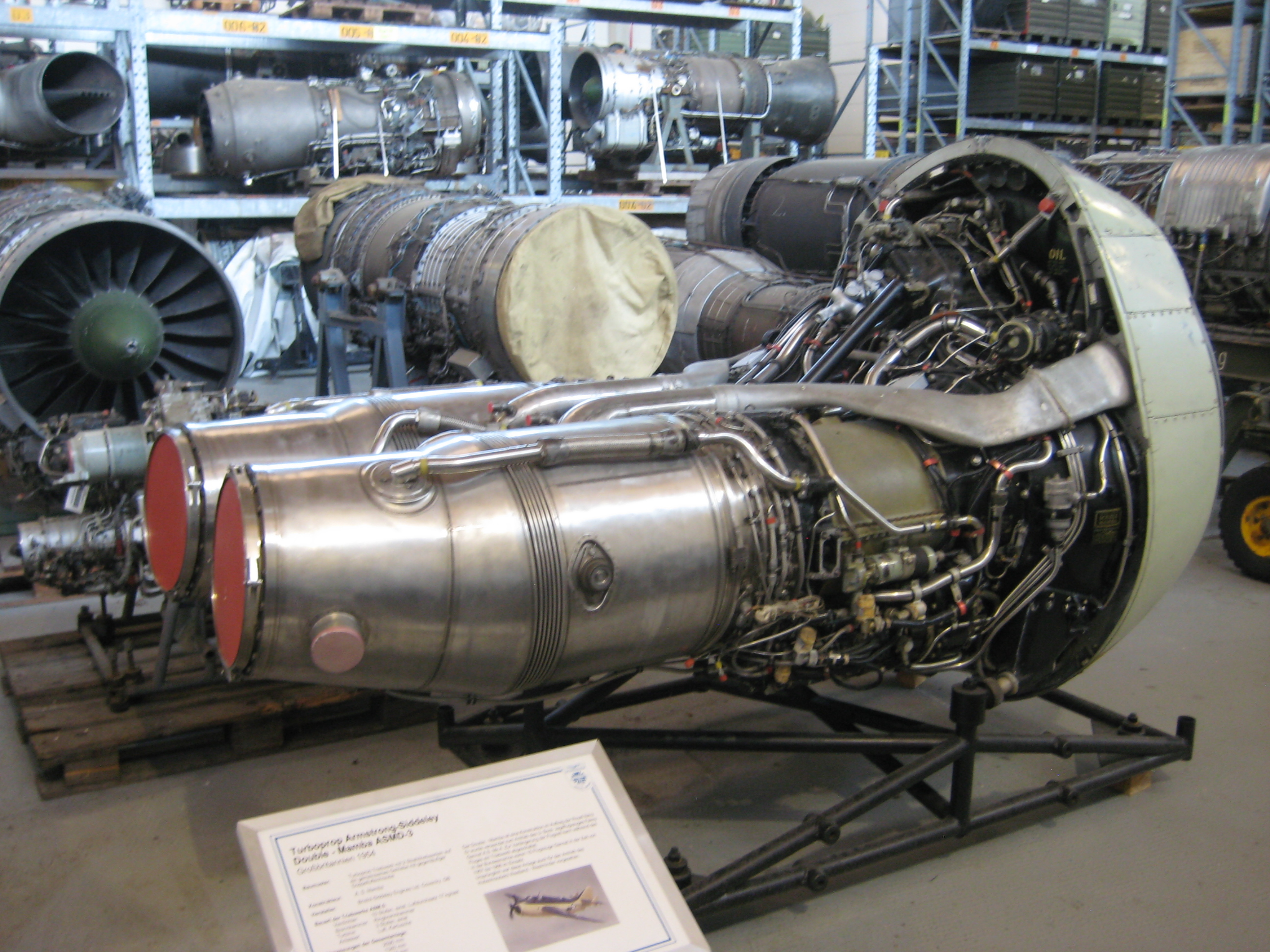
En Armstrong Siddeley Double Mamba.